# Bitva o Nizozemsko
Bitva o Nizozemsko (10. květen 1940 – 15. květen 1940) během druhé světové války byla součástí německého Blitzkriegu – konkrétně operace Fall Gelb, která byla vedena proti Francii, obchvatem Maginotovy linie přes Nizozemsko, Belgii a Lucembursko. Němci porušili nizozemskou neutralitu a rychle zničili narychlo zbudovanou a improvizovanou obranu hranic. Hlavní útok byl veden Luftwaffe daleko za obrannou linii.
Více než 10 000 německých vojáků bylo vysazeno u strategických cílů u Rotterdamu, Haagu a Dordrechtu na samém počátku invaze. Němečtí parašutisté zabrali důležitá letiště, železniční stanice, předměstí a jiné strategické body. K parašutistům se rychle blížili jejich vojáci z Wehrmachtu, kteří postupovali bez většího odporu za ustupující zastaralou nizozemskou armádou.
Čtvrtého dne invaze, 14. května 1940, dali Němci Nizozemcům ultimátum: „Veškerý nizozemský odpor musí přestat! Nebo Rotterdam srovná Luftwaffe se zemí.“[zdroj⁠?!] Nizozemci kapitulovali, aby zabránili zbytečnému krveprolití. Německé bombardéry, určené k náletu na Rotterdam, již byly ve vzduchu a rozkaz o zrušení útoku se k nim nedostal. Během 90 minut bombardování Rotterdamu bylo zabito 884 jeho obyvatel[zdroj⁠?!], přičemž Adolf Hitler o šest měsíců dříve prohlásil: „Nová Říše vždy usilovala o pokračování tradičního přátelství s Holandskem.“[zdroj⁠?!] Nizozemská královská rodina a vláda uprchla do exilu v Anglii a 15. května Nizozemsko kapitulovalo. Na Zeelandu ale nizozemské jednotky s francouzskou podporou kladly odpor ještě několik dní: Schouwen-Duiveland a Walcheren padly 17. května, 18. kapituloval Noord-Beveland a 19. května byly zbývající jednotky evakuovány do Belgie.

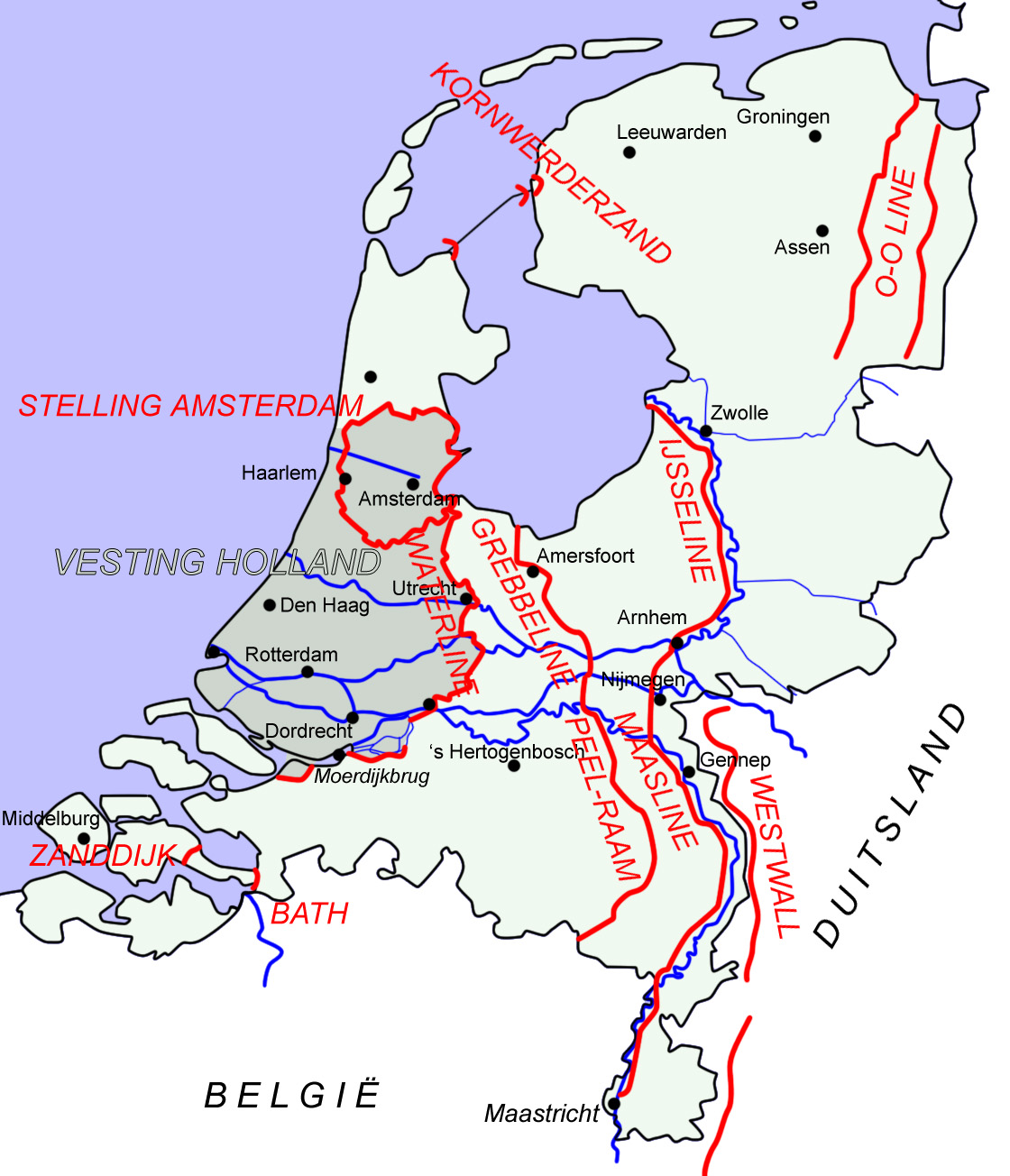
Hlavní nizozemské obranné linie

Německý postup Nizozemím